# 2000年夏季奥林匹克运动会阿拉伯联合酋长国代表团
2000年夏季奥林匹克运动会阿联酋代表团是阿联酋派出的2000年夏季奥林匹克运动会代表团。